# オートルート A11
オートルート A11 （Autoroute française A11、高速道路A11号線）は、フランスの高速道路の1つ。パリからナントまでを、ル・マンやアンジェを経由してつなぐ。第一区間は1981年に完成した。2008年4月24日、アンジェ・バイパス道の完成で全線が完成した。有料道路管理会社オートルート・デュ・シュド・ド・ラ・フランス社（fr）が運営するアンジェ＝ル・マン間を除いて、有料道路管理会社コフィルート社（fr）が運営する。